# Самит (Оклахома)
Самит (енгл. Summit) град је у америчкој савезној држави Оклахома.

## Демографија
По попису из 2010. године број становника је 139, што је 87 (-38,5%) становника мање него 2000. године.
| Група             | 2000.       | 2010.       |
| Белци             | 13 (5,8%)   | 24 (17,3%)  |
| Афроамериканци    | 190 (84,1%) | 105 (75,5%) |
| Азијати           | 9 (4,0%)    | 0 (0,0%)    |
| Хиспаноамериканци | 4 (1,8%)    | 0 (0,0%)    |
| Укупно            | 226         | 139         |